# فانوس دریایی فورت کورن والیس
فانوس دریایی فورت کورن والیس (مالایی: Rumah Api Kota Cornwallis) یک فانوس دریایی در فورت کورن‌والیس جرج تاون ایالت پنانگ، مالزی است. این فانوس دریایی در حال حاضر تحت مدیریت اولیای امور دریانوردی مالزی می‌باشد.

## پیشینه
فانوس دریایی در سال ۱۸۸۲ توسط حکمران مالایای بریتانیا با هزینه ای بالغ بر ۱۰٬۲۲۴ پوند استرلینگ به عنوان فانوس دریایی فورت پوینت ساخته شد. در سالهای ۱۹۲۸–۱۹۱۴، این فانوس دریایی تحت بازسازی قرار گرفت و نام آن به فانوس دریایی بندرگاه پنانگ تغییر یافت.

## سبک معماری
فانوس دریایی از سازه فولادی سفید با ارتفاعی معادل ۲۱ متر (۶۹ فوت) ساخته شده است. پرتو نور تا فاصله ای بالغ بر ۱۶ مایل دریایی (۱۸ مایل؛ ۳۰ کیلومتر) می‌رسد.